# Filipinmulciber breuningi
Filipinmulciber breuningi är en skalbaggsart som beskrevs av Antonio Vives 2009. Filipinmulciber breuningi ingår i släktet Filipinmulciber och familjen långhorningar.
Artens utbredningsområde är Filippinerna. Inga underarter finns listade i Catalogue of Life.